# Pedro o Pensador
Pedro Pensador Soares (Malanje, Angola, 3 de Abril de 1986), também conhecido pelo nome artístico Pedro o Pensador, é um cantor, e compositor, angolano da nova geração do semba e kizomba.  

## Biografia
Pedro  o Pensador, filho de Pedro António e Engrácia Manuel Soares deu os seus primeiros passos musicais em Luanda, foi corista na Igreja Pentecostal  durante dez anos.
Em 2023, Pedro o Pensador foi premiado no globos de ouro em três categorias, melhor música, melhor performance, e na categoria de melhor produção musical seguido por Cef Tanzy e Puto Português
Pedro o Pensador, ganhou reconhecimento em 2019. A pois um casting de aproximadamente três mil e duzentos candidatos , doze  apurados, seis galas e dois finalistas, em Setembro de 2019 sendo o primeiro classificado na 5ª edição do concurso Angola encanta.